# Colombitherium
Colombitherium is een geslacht van uitgestorven zoogdieren dat tijdens het Laat-Eoceen in noordelijk Zuid-Amerika (Colombia) leefde. Het werd oorspronkelijk ingedeeld in de orde Pyrotheria en de familie Colombitheriidae, hoewel een latere gedetailleerde analyse van het fossiel die classificatie in twijfel trekt. Een fossiel kaakbeen van ongeveer 9 centimeter lengte van Colombitherium is gevonden door Texas Petroleum in 1945, in de bovenste lagen uit het Eoceen van de middelste Gualanday Group in het departement Tolima, Central Ranges van de Colombiaanse Andes.

## Etymologie
Het geslacht Colombitherium betekent 'beest uit Colombia'. Het soort epitheton tolimense verwijst naar het departement Tolima, waar de typesoort gevonden is.

## Beschrijving
Het geslacht is alleen bekend van een enkel kaakbeen met enkele tanden, gevonden door Texas Petroleum in 1945, een exemplaar van ongeveer 9 centimeter lang, gevonden in het middendeel uit het Laat-Eoceen van de Gualanday Groep op de San Pedro finca, Alto San José, Chaparral (Tolima). De tanden, kiezen en premolaren van een soort bekend als bilophodont, die aanwezig zijn bij de pyrotheren, werden beschouwd als bewijs dat dit geslacht een voorouder zou kunnen zijn van de geavanceerde pyrotheren als Pyrotherium. Colombitherium werd voor het eerst beschreven door Hoffstetter in 1970, met een herziene interpretatie gepubliceerd door Billet et al. in 2010. De gedetailleerde beschrijvingen van Billet et al. laten de verschillen zien tussen Colombitherium en andere pyrotheriërs: de kenmerken van de bilophodonte tanden van Colombitherium worden feitelijk gevonden bij verschillende groepen placentale zoogdieren, wat betekent dat Colombitherium en een ander mogelijk verwant taxon, Proticia, geen deel zouden kunnen uitmaken van Pyrotheria. De auteurs stellen dat de verwijzing van Colombitherium naar Pyrotheria daarom zwak onderbouwd is en als zeer hypothetisch moet worden beschouwd. In elk geval betekent het gebrek aan verder bewijs dat Colombitherium en Proticia moeten worden ingedeeld in de afzonderlijke familie Colombitheriidae, die voorlopig wordt geclassificeerd als een primitieve clade binnen Pyrotheria.
Ook de absolute leeftijd van de lagen waarin het fossiele kaakbeen is gevonden, wordt in twijfel getrokken. De leeftijd is oorspronkelijk vastgesteld door De Porta in 1962 op basis van de pollen Verrucatosporites usmensis en Cicatricosisporites sp. Het laatste voorkomen van Echitriporites trianguliformis orbicularis wijst op een Laat-Eocene tot Vroeg-Oligocene leeftijd voor de bovenste lagen van de Gualanday Group.